# Chlorops carinatus
Chlorops carinatus är en tvåvingeart som först beskrevs av Becker 1911.  Chlorops carinatus ingår i släktet Chlorops och familjen fritflugor. Inga underarter finns listade i Catalogue of Life.